# Radio Universidad Autónoma de Querétaro
Radio Universidad Autónoma de Querétaro es una estación de radio localizada en la ciudad de Santiago de Querétaro, Querétaro. Transmite en los 89.5 MHz de la banda de frecuencia modulada con 550 watts de potencia y en los 580 kHz de la banda de amplitud modulada.

## Historia
La radiodifusión universitaria se inició en México el 14 de junio de 1937 (87 años), cuando fue inaugurada la XEXX (ahora XEUN) Radio UNAM, que cumpliría un amplio programa de Extensión Cultural por medio de la radio. El ejemplo cundió y surgieron las estaciones culturales estatales. 
Bajo la responsabilidad del Ing. Diego Arturo López de Ortigosa, siendo rector el Dr. Enrique Rabell Fernández, el viernes 3 de agosto de 1979, sale por primera vez al aire Radio Universidad, "Voz y Enlace con la Comunidad" XHUAQ 89.5 MHz en FM con un horario inicial de 8:00 a 13:00, luego se amplió hasta las 15:00, 20:00. 
Es hasta finales de los 80's cuando Radio Universidad logra conformar una programación diversificada que combina los planteamientos anteriores y busca una mayor participación de la sociedad queretana, es así como el 27 de noviembre de 1987, con un festival desde la Rinconada de la iglesia de San Francisco, se inician las transmisiones simultánes en el 580 kHz en AM, en el horario de transmisiones de 06:00 a 00:00 horas. Es esta la última emisora universitaria que se ha autorizado en el país.
Entre algunos de los programas que emitía la Universidad Autónoma de Querétaro, algunos de los más recordados por la población universitaria y en general, fueron: Música joven para gente joven, Gerente en Jerusalén, Cápsula Científica, Al pie del Big Ben, Facetas, Arte en Londres , La ciencia al día, Visión de Querétaro, La hora del Rey Violeta, A Bayamo en coche, Toros los viernes, todos los viernes, A micrófono abierto, Nuestra tierra, Un programa sustancioso, Estas mujeres nuestras, Charla con el médico, Psicología social y Psicología educativa. En 1986 inició Antologías de los Beatles, La otra página, y Charla entre amigas.
A finales de 1987 se inician operaciones en la frecuencia de 580 kHz de amplitud modulada, en 2001 se amplia a 24 horas del día las transmisiones de Radio UAQ. En 2012 se constituyó el Consejo Consultivo de la estación, integrado por docentes, estudiantes, representantes de la sociedad civil y trabajadores de la estación; asimismo, se adoptó el Código de Ética y se creó la Defensoría de los Derechos de la Audiencia. Hoy en día, Radio UAQ se transmite en el 89.5 de FM y en el 580 de AM, con diversa programación como, "Presencia Universitaria", "Unidos por la Química", "Inter Cambios", "El Guardián de la Memoria", "El Aventón", " Una probada de miel", "Antologías de los Beatles", "Viva Huapango", "Fiesta del Tango y de la canción en torno a la noche" producción de Don Alfredo García Vargas locutor de la XEQG en ese entonces "Canal 98".

## Programación
En los primeros años se establecen los primeros programas culturales y se congrega la participación de diferentes países tales como Israel, Alemania, Estados Unidos, Gran Bretaña y Canadá, entre otros. 
La música que ocupa la mayor parte de la programación es un primer momento la del género llamado "clásico", y al poco tiempo se transmitirá un buen número de horas la música del folklore latinoamericano. Para el año de 1982 cuenta con una mayor participación de la comunidad universitaria, escuelas y facultades; alumnos y maestros se incorporan a la producción radiofónica. 
Radio Universidad emite la primera revista radiofónica matinal con servicio informativo, además se consiguen enlaces noticiosos con Radio Educación y Radio UNAM.
Es este momento la emisora cuenta además de su personal de base con productores independientes que aportan su trabajo desinteresadamente y el cual representa un gran esfuerzo digno de tomarse en cuenta. Los radioescuhas, una de las partes más importantes que conforman la radio, son fieles a la estación y se interesan por lo que ocurre en ella, algunos se incorporan a la producción de programas, y a otros se les capacita para que puedan hacer radio. 
Existe una intención marcada de hacer radio viva y participativa, se han abierto los micrófonos, teléfonos y actividades directas con el público a través de talleres infantiles, conciertos públicos, y programas musicales en vivo. Radio Universidad Autónoma de Querétaro cumple con el objetivo para el que fue creada: "Difundir programas cuyo contenido, además de servir de esparcimiento, que este sea válido igualmente en lo literario y científico, en las diferentes disciplinas académicas y, desde luego, información, análisis y discusión de todo aquello que atañe a la comunidad, que es a quien sirve".